# Campeonato Sul-Mato-Grossense de Futebol de 2020
O Campeonato Sul-Mato-Grossense de 2020 foi a quadragésima segunda edição desta competição futebolística organizada pela Federação de Futebol de Mato Grosso do Sul.
O título desta edição ficou com o Águia Negra, que conquistou o título após vencer o Aquidauanense na decisão pelo placar agregado de 1–0. Este foi o quarto título do Águia Negra na história da competição, tornando-se o maior campeão do interior.
O torneio foi suspenso em março devido à pandemia de COVID-19 e retomado somente em novembro do mesmo ano. Por conseguinte, Corumbaense e Maracaju desistiram do torneio alegando problemas financeiros e foram punidos pelo Tribunal de Justiça Desportiva (TJD-MS), ambas as equipes foram rebaixadas para a Série B ao lado de CENA e Pontaporanense.

## Formato e participantes
O regulamento do Campeonato Sul-Mato-Grossense de 2020 permaneceu semelhante ao do ano anterior, com uma redução no número de participantes. Numa primeira fase, as dez agremiações participantes disputaram jogos de turno único, classificando após nove rodadas as oito melhores colocadas. A partir da segunda fase, o torneio adotou um sistema eliminatório. Os dez participantes desse edição foram:
- Águia Negra
- Aquidauanense
- Chapadão
- Comercial
- Corumbaense
- Costa Rica
- Pontaporanense
- Operário
- Maracaju
- Nova Andradina

## Resultados
Os resultados das partidas da competição estão apresentados nos chaveamentos abaixo. A primeira fase foi disputada por pontos corridos, com os seguintes critérios de desempates sendo adotados em caso de igualdades: número de vitórias, saldo de gols, número de gols marcados, confronto direto, número cartões amarelos recebidos, número de cartões vermelhos recebidos e sorteio. Por outro lado, as fases eliminatórias consistiram de partidas de ida e volta, as equipes mandantes da primeira partida estão destacadas em itálico e as vencedoras do confronto, em negrito. Conforme preestabelecido no regulamento, o resultado agregado das duas partidas definiram quem avançou à final, que foi disputada por Águia Negra e Aquidauanense e vencida pela primeira equipe, que se tornou campeã da edição.

### Fases finais
|  | Quartas de final               | Quartas de final               | Quartas de final               | Quartas de final               |   |              | Semifinais         | Semifinais         | Semifinais         | Semifinais         |   |  | Final               | Final               | Final               | Final               |  |  |
|  | 28 de novembro a 3 de dezembro | 28 de novembro a 3 de dezembro | 28 de novembro a 3 de dezembro | 28 de novembro a 3 de dezembro |   |              | 6 a 16 de dezembro | 6 a 16 de dezembro | 6 a 16 de dezembro | 6 a 16 de dezembro |   |  | 20 e 23 de dezembro | 20 e 23 de dezembro | 20 e 23 de dezembro | 20 e 23 de dezembro |  |  |
|  |                                |                                |                                |                                |   |              |                    |                    |                    |                    |   |  |                     |                     |                     |                     |  |  |
|  | Costa Rica                     | 2                              | 0                              | 2                              |   |              |                    |                    |                    |                    |   |  |                     |                     |                     |                     |  |  |
|  | Chapadão                       | 1                              | 4                              | 5                              |   |              |                    |                    |                    |                    |   |  |                     |                     |                     |                     |  |  |
|  | Chapadão                       | 1                              | 4                              | 5                              |   | Chapadão     | 1                  | 0                  | 1                  |                    |   |  |                     |                     |                     |                     |  |  |
|  |                                |                                |                                |                                |   | Chapadão     | 1                  | 0                  | 1                  |                    |   |  |                     |                     |                     |                     |  |  |
|  |                                | Águia Negra                    | 0                              | 3                              | 3 |              |                    |                    |                    |                    |   |  |                     |                     |                     |                     |  |  |
|  | Maracaju                       | Águia Negra                    | 0                              | 3                              | 3 |              |                    |                    |                    |                    |   |  |                     |                     |                     |                     |  |  |
|  |                                |                                |                                |                                |   |              |                    |                    |                    |                    |   |  |                     |                     |                     |                     |  |  |
|  | Águia Negra                    |                                |                                |                                |   |              |                    |                    |                    |                    |   |  |                     |                     |                     |                     |  |  |
|  |                                |                                |                                |                                |   |              |                    | Águia Negra        | 0                  | 1                  | 1 |  |                     |                     |                     |                     |  |  |
|  |                                |                                |                                |                                |   |              |                    |                    |                    |                    | 1 |  |                     |                     |                     |                     |  |  |
|  |                                | Aquidauanense                  | 0                              | 0                              | 0 |              |                    |                    |                    |                    |   |  |                     |                     |                     |                     |  |  |
|  | Comercial-MS                   | Aquidauanense                  | 0                              | 0                              | 0 | 0            | 1                  | 1                  |                    |                    |   |  |                     |                     |                     |                     |  |  |
|  | Comercial-MS                   |                                |                                |                                |   | 0            | 1                  | 1                  |                    |                    |   |  |                     |                     |                     |                     |  |  |
|  | Operário-MS                    | 1                              | 1                              | 2                              |   |              |                    |                    |                    |                    |   |  |                     |                     |                     |                     |  |  |
|  | Operário-MS                    | 1                              | 1                              | 2                              |   | Comercial-MS | 0                  | 2                  | 2                  |                    |   |  |                     |                     |                     |                     |  |  |
|  |                                |                                |                                |                                |   | Comercial-MS | 0                  | 2                  | 2                  |                    |   |  |                     |                     |                     |                     |  |  |
|  |                                | Aquidauanense                  | 0                              | 3                              | 3 |              |                    |                    |                    |                    |   |  |                     |                     |                     |                     |  |  |
|  | Corumbaense                    | Aquidauanense                  | 0                              | 3                              | 3 |              |                    |                    |                    |                    |   |  |                     |                     |                     |                     |  |  |
|  |                                |                                |                                |                                |   |              |                    |                    |                    |                    |   |  |                     |                     |                     |                     |  |  |
|  | Aquidauanense                  |                                |                                |                                |   |              |                    |                    |                    |                    |   |  |                     |                     |                     |                     |  |  |

- Corumbaense e Maracaju desistiram do campeonato.[11]
- O Operário-MS foi punido pelo TJD-MS com a perda de seis pontos e eliminado.[12]

### Geral
- «Regulamento do Campeonato Sul-Mato-Grossense de 2020» (PDF). Federação de Futebol de Mato Grosso do Sul. Consultado em 22 de novembro de 2021. Cópia arquivada (PDF) em 22 de novembro de 2021
- «Tabela do Campeonato Sul-Mato-Grossense de 2020». Futebolinterior.com.br. Consultado em 22 de novembro de 2021. Cópia arquivada em 22 de novembro de 2021
- «Tabela de jogos do Campeonato Sul-Mato-Grossense de 2020» (PDF). Federação de Futebol de Mato Grosso do Sul. Cópia arquivada (PDF) em 22 de novembro de 2021

### Específicas
1. ↑  Nyelder Rodrigues (23 de dezembro de 2020). «Águia Negra bate o Aquidauanense fora de casa e conquista o Estadual 2020». Campograndenews.com.br. Consultado em 22 de novembro de 2021. Cópia arquivada em 22 de novembro de 2021
2. ↑  «Estadual de Futebol 2020: Águia Negra bate Aquidauanense, conquista o tetra e se torna o maior campeão do interior». Fundesporte.ms.gov.br. 24 de dezembro de 2020. Consultado em 22 de novembro de 2021. Cópia arquivada em 29 de setembro de 2021
3. ↑  João Pedro Godoy (23 de dezembro de 2020). «Águia Negra bate Aquidauanense e conquista o sul-mato-grossense pelo segundo ano consecutivo». ge. Consultado em 22 de novembro de 2021. Cópia arquivada em 22 de novembro de 2021
4. ↑  Glaucea Vaccari (24 de dezembro de 2020). «Águia Negra vence o Aquidauanense e conquista o tetra no Campeonato Estadual». Correiodoestado.com.br. Consultado em 22 de novembro de 2021. Cópia arquivada em 22 de janeiro de 2021
5. ↑  Marcos Tenório (24 de dezembro de 2020). «Águia Negra é o Campeão Estadual de Futebol de 2020». Jd1noticias.com. Consultado em 22 de novembro de 2021. Cópia arquivada em 22 de novembro de 2021
6. ↑  João Pedro Godoy (18 de março de 2020). «Federação volta atrás e suspende campeonato sul-mato-grossense por tempo indeterminado». ge. Consultado em 22 de novembro de 2021. Cópia arquivada em 21 de agosto de 2021
7. ↑  Thiago Lopes de Faria (2 de novembro de 2020). «Volta do Estadual é confirmada para 28 de novembro». Website oficial da Federação de Futebol de Mato Grosso do Sul. Consultado em 22 de novembro de 2021. Cópia arquivada em 2 de outubro de 2021
8. ↑  Nyelder Rodrigues (18 de dezembro de 2020). «TJD nega recursos e confirma rebaixamento de Corumbaense e Maracaju». Campograndenews.com.br. Consultado em 22 de novembro de 2021
9. ↑  Lucas Castro (9 de março de 2020). «Estadual de Futebol 2020: Aquidauanense aplica maior goleada da competição e Pontaporanense é o segundo clube a cair». Fundesporte.ms.gov.br. Consultado em 22 de novembro de 2021. Cópia arquivada em 22 de novembro de 2021
10. 1 2  Gabriel Neris (22 de janeiro de 2020). «Campeonato Estadual deste ano terá substituição extra para goleiro». Campograndenews.com.br. Consultado em 22 de novembro de 2021. Cópia arquivada em 23 de janeiro de 2020
11. ↑  Nyelder Rodrigues (23 de novembro de 2020). «Corumbaense e Maracaju desistem de jogar o Estadual na véspera do mata-mata». Campograndenews.com.br. Consultado em 22 de novembro de 2021. Cópia arquivada em 24 de janeiro de 2021
12. ↑  «Operário é punido pelo TJD com a perda de 6 pontos e Comercial se classifica para semifinal do estadual». ge. 10 de dezembro de 2020. Consultado em 22 de novembro de 2021. Cópia arquivada em 22 de novembro de 2021